# Бекасово (Московська область)
Бека́сово (рос. Бекасово) — присілок у Наро-Фомінському районі Московської області Російської Федерації.

## Розташування
Присілок Бекасово входить до складу міського поселення Наро-Фомінськ, воно розташовано на північ від Наро-Фомінська, на березі річки Гвоздня. Найближчі населені пункти Пожитково. Найближча залізнична станція — Бекасово I.

## Населення
Станом на 2006 рік у присілку проживало 32 людини.